# 奥博隆
奥博隆（烏克蘭語： [oboˈlɔnʲ] ⓘ）是位于乌克兰首都基輔市辖区奧博隆區的一個地方。它還位於波列斯卡亞低地南部。奥博隆當地有住宅區以及工業園區。由于奥博隆有地方经常被第聂伯河河水淹没，因此當地還有放牧場和乾草场。